# Église Sainte-Marie (Détroit)
Pour les articles homonymes, voir Église Sainte-Marie.
L'église Sainte-Marie (familièrement en anglais : Old St. Mary's Church), ou officiellement église de l'Immaculée-Conception de la Bienheureuse Vierge Marie, est une église catholique de la ville de Détroit, dans l'État du Michigan. Troisième plus ancienne église de la ville, elle appartient à l'archidiocèse de Détroit et se trouve dans le quartier grec (Greektown) de Détroit, au centre-ville, 646 Monroe Street.

## Historique

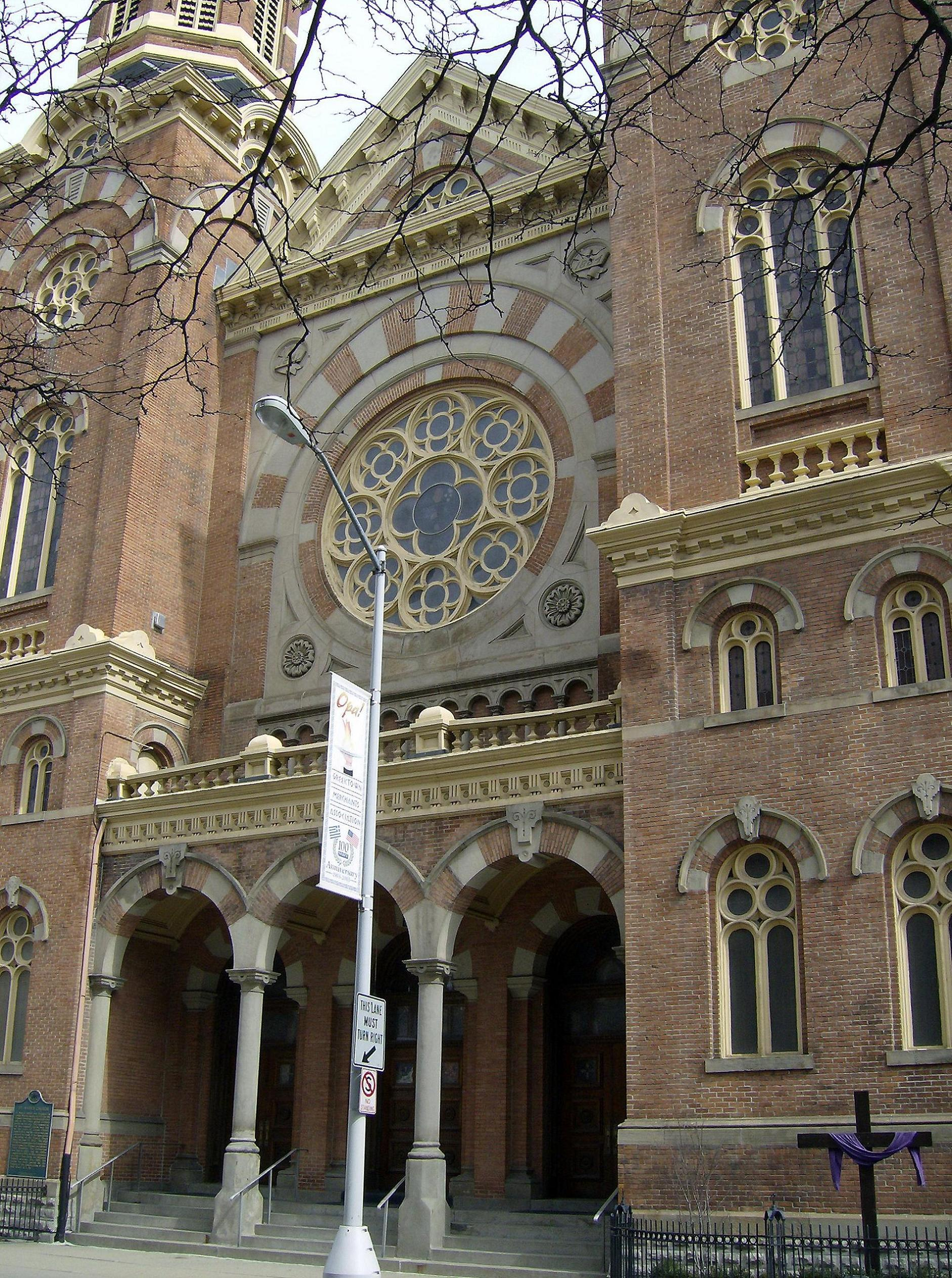
Détail de la façade

La paroisse est fondée en 1834 par le père Martin Kundig pour subvenir aux besoins spirituels des immigrés catholiques germanophones, installés dans cette partie de la ville. La première église est construite en 1841 dans un terrain vendu pour un dollar par Antoine et Monique Beaubien à l'évêque, Mgr Lefebvre.
La seconde église, l'édifice actuel, est construite entre 1884 et 1885 par l'architecte allemand Peter Dederichs, qui en est également paroissien. Au début du XXe siècle, le père Joseph Wuest,  curé de la paroisse fait construire trois grottes à l'arrière de l'église. La première rappelle le Baptême du Christ, du côté de l'épître; à côté se trouve une réplique de la grotte de Lourdes, avec un autel pour célébrer la messe; et la troisième figure le jardin de Gethsémani qui fut le lieu de l'Agonie de Jésus.
L'école paroissiale ouvre en 1844 avec des instituteurs laïcs, puis la congrégation irlandaise des Frères chrétiens ouvre une section (en anglais) pour les garçons des grandes classes en 1852, tandis que les filles et les petits garçons sont élevés par les Sœurs enseignantes de Notre-Dame, congrégation récemment fondée en Bavière. L'école est reconstruite en 1855 et un nouvel édifice (l'édifice actuel) est construit treize ans plus tard par Pius Daubner. L'école paroissiale a été en activité jusqu'en 1966.
L'église, la maison paroissiale et l'ancienne école ont été inscrites au Registre national des lieux historiques en 1979.

## Architecture
L'église de briques est bâtie en style néoroman avec des apports vénitiens. La façade occidentale de l'église est dominée par deux tours et elle est ornée en son milieu par une grande rosace. Un portique à la vénitienne donne accès à l'édifice. La maison paroissiale, qui abrite la cure, est du même style, ainsi que le couvent (aujourd'hui démoli).
L'église mesure 54 m de longueur, 24 m de largeur (pour sa nef) et 27 m de hauteur. Dix colonnes de granite séparent les bas-côtés du vaisseau.

## Spiritualité
La paroisse est d'abord desservie par des prêtres diocésains d'origine allemande, puis par des missionnaires rédemptoristes allemands de 1847 à 1872, puis par des franciscains germanophones de 1872 à 1893 et enfin par les spiritains de 1893, jusqu'à aujourd'hui.